# Andromeda (Roman)
Andromeda ist der deutschsprachige Titel eines Romans von Michael Crichton aus dem Jahr 1969 (im englischen Original The Andromeda Strain). Er wird dem Genre Science Fiction zugerechnet. Die bislang einzige Übersetzung ins Deutsche, erarbeitet von Norbert Wölfl, erschien ebenfalls noch 1969 bei Droemer-Knaur, München und Zürich, und hat seither mehrere Auflagen erlebt. 

## Handlung
Die Handlung des Romans erstreckt sich über fünf Tage und beginnt mit der außerplanmäßigen Landung einer unbemannten amerikanischen Raumsonde, die in einer Umlaufbahn um die Erde organisches Material einsammeln sollte, in dem kleinen Ort Piedmont in Arizona. Nachdem nahezu alle Bewohner der Ansiedlung und das Team, das die Sonde bergen soll, umkommen, wird das vorher für solche Zwischenfälle vorbereitete Unternehmen Steppenbrand (im englischen Original Wildfire) gestartet. Fünf Wissenschaftler finden sich dazu in einem abgelegenen, unterirdischen, staatlichen Labor zusammen, um den Auslöser der Epidemie zu ermitteln. Das Steppenbrand-Team unter Leistung von Dr. Jeremy Stone vermutet, dass der Satellit einen Mikroorganismus auf die Erde gebracht hat, der durch rasante Blutgerinnung auf Menschen tödlich wirkt. 

## Form
Das Buch ist gegliedert in die fünf Tage der Krise, in der Form eines fiktiven Tatsachenberichtes gehalten und durchsetzt von Dokumenten und Computergrafiken im Stil der Zeit. Es besitzt – ungewöhnlich für fiktionale Literatur – einen Anhang mit Bibliographie. Crichton greift in dem Buch, das unmittelbar vor der amerikanischen Mondlandung erschien, ein aktuelles, wissenschaftliches Thema mit seinerzeit großer Medienpräsenz auf – ein Erfolgsrezept, das er auch in späteren Werken immer wieder neu variierte.

## Verfilmungen
Im Jahr 1971 wurde das Buch von Robert Wise verfilmt, der deutsche Titel lautet Andromeda – Tödlicher Staub aus dem All, im Original The Andromeda Strain. Unter diesem Titel produzierten Tony und Ridley Scott 2008 eine zweiteilige Verfilmung für das Fernsehen, die auf Crichtons Vorlage basiert.

## Trivia
Die britische Band Apollo 440 verwendete 1995 für ihr Stück Ain’t Talkin’ ’Bout Dub einen Satz aus der englischen Originalversion des Films: Let’s go back to the rock and see it at 440 (Lassen Sie uns den Stein noch mal bei 440-facher Vergrößerung ansehen).